# Opus mixtum
Opus mixtum je latinski naziv za građevinsku tehniku često korištenu u arhitekturi Rimskoga Carstva u kojoj zidnu masu sačinjavaju naizmjenični vodoravni redovi kamena (uglavnom složenog u tehnici opus quadratum) i opeke (opus lateritium).
Često je korišten u gradnji Dioklecijanove palače u Splitu.
Vitruvije ga pretkraj osmog poglavlja svoje druge knjige „O arhitekturi“ usputno spominje kao čvrst i pouzdan način gradnje višekatnica u samom Rimu.